# Dobra (Hunedoara)
Dobra (Hongaars: Hunjady-Dobra) is een gemeente in het district Hunedoara in Roemenië. Het ligt in de buurt van de districtshoofdstad Deva. De gemeente bestaat uit 12 dorpen: Abucea (Abucsa), Bujoru (Sztregonya), Făgețel (Fazacsel), Lăpușnic (Lapusnyak), Mihăilești (Mihalesd), Panc (Pánk), Panc Săliște (Pánkszelistye), Rădulești (Radulesd), Roșcani (Roskány), Stâncești (Sztancsesd), Stâncești-Ohaba (Sztancsesdohába) and Stretea (Sztrettye).

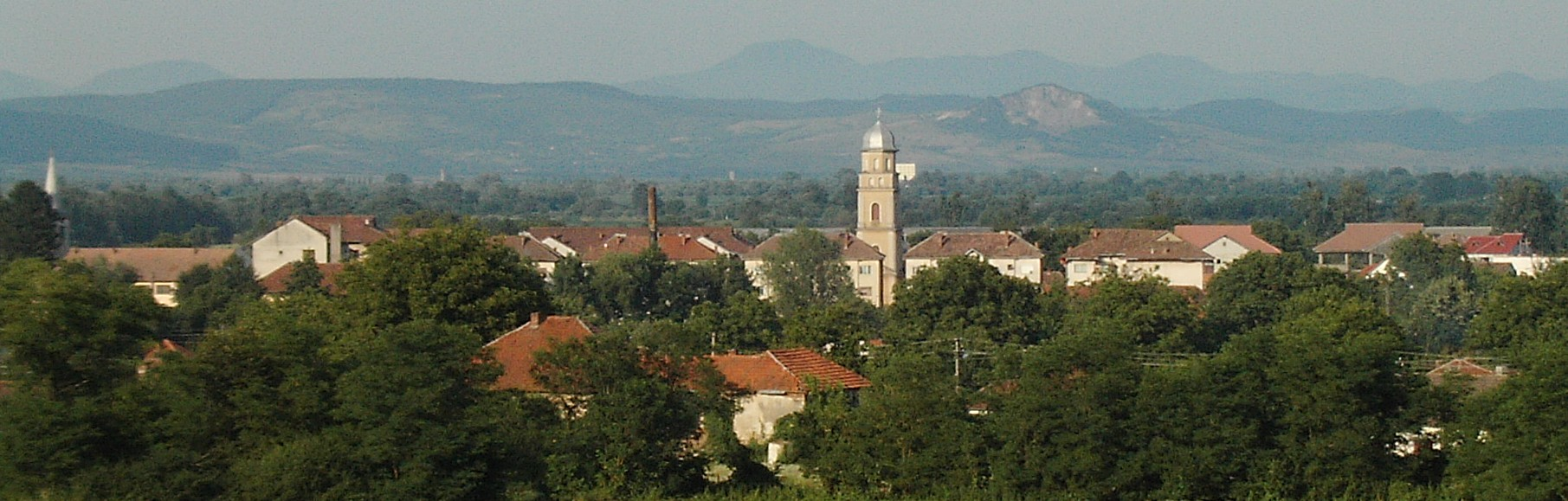
Zicht op Dobra